# Колін Гамфріс
Ко́лін Га́мфріс (англ. Colin Humphries; нар.4 січня 1962) —  англійський професіональний рефері зі снукеру.

## Кар'єра
Почав обслуговувати змагання зі снукеру у 1988, а у 1994 Гамфріс розпочав працювати на професійних змаганнях. Його перший матч професійного турніру — один з матчів челендж-туру 1996 року. Вперше Колін Гамфріс був рефері на матчі телевізійної стадії турніру у 2005 ( Гран-прі). Перший фінал рейтингового змагання мейн-туру —  Welsh Open 2009.
За суддівства Гамфріса проходили деякі інші примітні матчі: драматичний матч між  Стівеном Хендрі та  Найджелом Бондом у 1/16 фіналу  чемпіонату світу 2006 року, матч за участю Ронні О'Саллівана на  турнірі в Белфасті, коли О'Салліван зробив максимальний брейк, а також максимальний брейк Джеймі Бернетта у кваліфікації до Гран-прі 2007.